# جو ألكسندر (كرة سلة)
جو ألكسندر (بالإنجليزية: Joe Alexander)‏ مواليد 26 ديسمبر 1986 في كاوهسيونغ، هو لاعب كرة سلة محترف أمريكي بدأ مسيرته الاحترافية في سنة 2008 حيث تم اختياره من قبل فريق ميلووكي باكز خلال الدرافت، يلعب مع فريق دينامو باسكت ساساري ويحمل الرقم 9. يبلغ طوله 6 قدم 8 بوصة (2.0 م).

## فرق لعب لها
- ميلووكي باكز
- شيكاغو بولز
- مكابي تل أبيب لكرة السلة
- دينامو باسكت ساساري

## إحصائيات المسيرة

### الرابطة الوطنية لكرة السلة

#### الموسم الاعتيادي
| السنة   | الفريق       | لعب | بدأ | دقيقة | ميداني% | ثلاثية | حرة  | ارتداد | صنع | استلاب | تصدي | نقطة |
| ------- | ------------ | --- | --- | ----- | ------- | ------ | ---- | ------ | --- | ------ | ---- | ---- |
| 2008–09 | ميلووكي باكز | 59  | 0   | 12.1  | .416    | .348   | .699 | 1.9    | .7  | .3     | .5   | 4.7  |
| 2009–10 | شيكاغو بولز  | 8   | 0   | 3.6   | .167    | .000   | .667 | .6     | .3  | .1     | .1   | .5   |
| المسيرة |              | 67  | 0   | 11.1  | .410    | .340   | .698 | 1.8    | .7  | .2     | .4   | 4.2  |

## روابط خارجية
- جو ألكسندر على موقع الدوري الأوروبي لكرة السلة (الإنجليزية)
- جو ألكسندر على موقع إن بي أي (الإنجليزية)
- جو ألكسندر على موقع سبورتس رفرنس (الإنجليزية)
- جو ألكسندر على موقع كرة السلة الأوروبية.كوم (الإنجليزية)
- جو ألكسندر على موقع DraftExpress.com (الإنجليزية)
- جو ألكسندر على موقع كلية كرة السلة في سبورتس رفرنس.كوم (الإنجليزية)
- جو ألكسندر على موقع ريلجم (الإنجليزية)
- جو ألكسندر على موقع بروبوليرز (الإنجليزية)
- جو ألكسندر على موقع سبورتس رفرنس (الإنجليزية)
- جو ألكسندر على موقع سبورتس رفرنس (الإنجليزية)